# Bursera excelsa
Bursera excelsa är en tvåhjärtbladig växtart som beskrevs av Adolf Engler. Bursera excelsa ingår i släktet Bursera och familjen Burseraceae. Utöver nominatformen finns också underarten B. e. favonialis.